# Bajimus Čuhčajávri (Jukkasjärvi socken, Lappland, 753946-159565)
Bajimus Čuhčajávri, enligt tidigare ortografi Pajemus Tsutsajaure, är en sjö i Kiruna kommun i Lappland och ingår i Kalixälvens huvudavrinningsområde. Sjön har en area på 0,504 kvadratkilometer och ligger 937 meter över havet. Sjön avvattnas av vattendraget Čuhčajohka.

## Delavrinningsområde
Bajimus Čuhčajávri ingår i det delavrinningsområde (753973-159470) som SMHI kallar för Utloppet av Pajemus Tsutsajaure. Medelhöjden är 1 028 meter över havet och ytan är 6,47 kvadratkilometer. Det finns ett avrinningsområde uppströms, och räknas det in blir den ackumulerade arean 22,3 kvadratkilometer. Čuhčajohka (Tsutsajåkka) som avvattnar avrinningsområdet har biflödesordning 3, vilket innebär att vattnet flödar genom totalt 3 vattendrag (Čeakčajohka (Tjäktjajåkka), Kaitumälven, Kalixälven) innan det når havet efter 453 kilometer. Avrinningsområdet består mestadels av kalfjäll (89 procent). Avrinningsområdet har 0,69 kvadratkilometer vattenytor vilket ger det en sjöprocent på 10,6 procent.